# Mount Russell (Alaska)
Mount Russell ist ein 3557 m hoher Berg in der Alaskakette in Alaska (USA). Der Berg wurde von A. H. Brooks vom U.S. Geological Survey (USGS) im Jahr 1902 nach Israel Cook Russell (1852–1906), einem Geologen, Forscher und Autor, benannt.

## Geografie
Der Berg befindet sich im westlich-zentralen Abschnitt der Alaskakette, knapp 54 km südwestlich vom Denali. Der Berg markiert die Südwestecke der Wilderness Area innerhalb des Denali-Nationalparks. Die Nordwestflanke des Mount Russell wird zum Chedotlothna-Gletscher hin entwässert. Unterhalb der Südostflanke befindet sich das Nährgebiet des Dall-Gletschers. Unterhalb des Nordostgrats fließt das Eis direkt zum Yentna-Gletscher ab. Den Dominanz-Bezug des Mount Russell bildet der 22,55 km nordöstlich gelegene Voyager Peak, ein Nebengipfel des Mount Foraker. Ein 1890 m hoch gelegener Pass zwischen Chedotlothna- und Yentna-Gletscher bildet die niedrigste Scharte zum nordöstlich gelegenen Gebirgsmassiv des Mount Foraker.

## Besteigungsgeschichte
Die Erstbesteigung des Mount Russell gelang im Jahr 1962 einer von Hellmut Raithel geführten deutsch-amerikanischen Expedition. Am 28. Mai 1962 erreichten Klaus Ekkerlein, Robert Goodwin und Peter Hennig den Gipfel. Die Aufstiegsroute führte vom Chedotlothna-Gletscher über den Südwestgrat zum Gipfel.